# Élections législatives de 1898 dans l'Aisne
Les élections législatives françaises de 1898 se déroulent les 8 et 22 mai 1898. Dans le département de l'Aisne, huit députés sont à élire dans le cadre de huit circonscriptions.

## Élus
|   | Circonscription | Député sortant     |  | Parti        | Député élu ou réélu |  | Parti        |
| - | --------------- | ------------------ |  | ------------ | ------------------- |  | ------------ |
| = | Château-Thierry | Louis-Émile Morlot |  | Radical      | Louis-Émile Morlot  |  | Radical      |
| = | Laon-1          | Georges Ermant     |  | Républicain  | Georges Ermant      |  | Républicain  |
| = | Laon-2          | André Castelin     |  | Nationaliste | André Castelin      |  | Nationaliste |
| = | Saint-Quentin-1 | François Hugues    |  | Républicain  | François Hugues     |  | Républicain  |
| = | Saint-Quentin-2 | Jules Desjardins   |  | Rallié       | Jules Desjardins    |  | Rallié       |
| = | Soissons        | Roger Firino       |  | Rallié       | Émile Magniaudé     |  | Rad. soc.    |
| = | Vervins-1       | Maurice Denécheau  |  | Radical      | Maurice Denécheau   |  | Radical      |
| = | Vervins-2       | Arthur Moret       |  | Républicain  | Eugène Fournière    |  | Soc. ind.    |

## Résultats

### Analyse

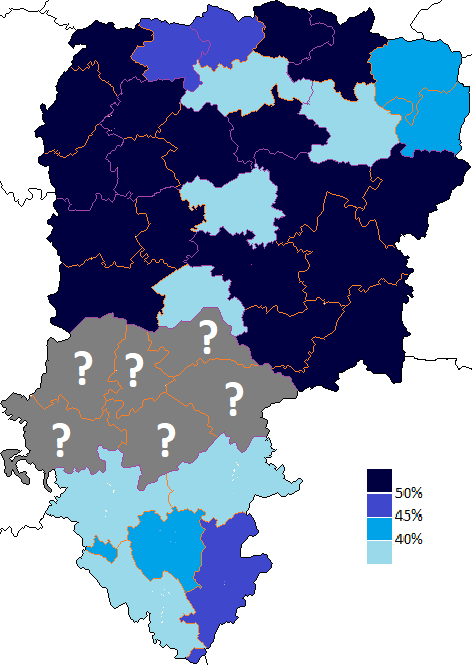
Résultats électoraux des républicains au premier tour par canton.
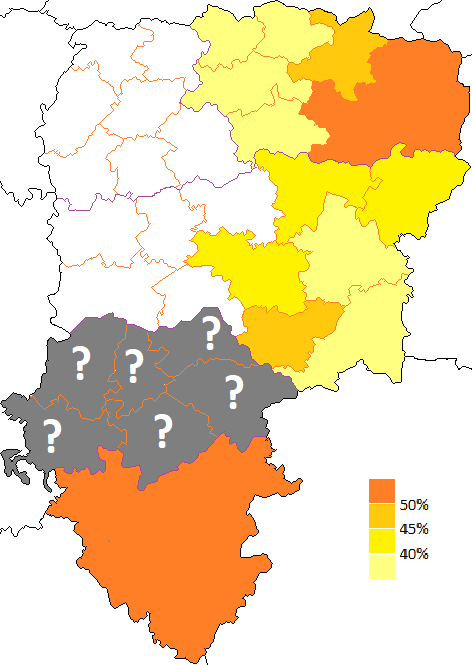
Résultats électoraux des radicaux au premier tour par canton.
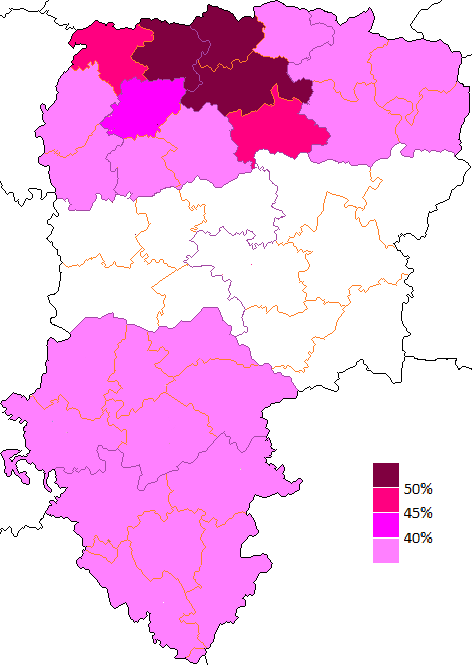
Résultats électoraux des socialistes au premier tour par canton.

### Résultats à l'échelle du département
| Parti          | Parti                     | Premier tour | Premier tour | Second tour | Second tour | Sièges |
| Parti          | Parti                     | Voix         | %            | Voix        | %           | Sièges |
| -------------- | ------------------------- | ------------ | ------------ | ----------- | ----------- | ------ |
|                | Républicain               | 49 337       | 40,22        | 17 770      | 35,16       | 2      |
|                | Ralliés                   | 15 663       | 12,77        | 8 019       | 15,87       | 1      |
|                | Républicains indépendants | 2 093        | 1,71         | -           | -           | 0      |
|                | Républicains              | 67 093       | 54,69        | 25 789      | 51,02       | 3      |
|                |                           |              |              |             |             |        |
|                | Radicaux                  | 21 193       | 17,28        | 9 002       | 17,81       | 2      |
|                | Rad. soc.                 | 6 580        | 5,36         | 8 357       | 16,53       | 1      |
|                | Radicaux                  | 27 773       | 22,64        | 17 359      | 34,35       | 3      |
|                |                           |              |              |             |             |        |
|                | Socialistes               | 12 291       | 10,02        | 7 394       | 14,63       | 0      |
|                | Soc. indep.               | 6 112        | 4,98         | -           | -           | 1      |
|                | Socialistes               | 18 403       | 15,00        | 7 394       | 14,63       | 1      |
|                |                           |              |              |             |             |        |
|                | Nationalistes             | 9 405        | 7,67         | -           | -           | 1      |
|                | Nationalistes             | 9 405        | 7,67         | -           | -           | 1      |
|                |                           |              |              |             |             |        |
|                |                           |              |              |             |             |        |
| Inscrits       | Inscrits                  | 150 719      | 100,00       | 61 616      | 100,00      |        |
| Abstentions    | Abstentions               | 25 843       | 17,15        | 10 302      | 16,72       |        |
| Votants        | Votants                   | 124 876      | 82,85        | 51 314      | 83,28       |        |
| Blancs et nuls | Blancs et nuls            | 2 202        | 1,76         | 772         | 1,50        |        |
| Exprimés       | Exprimés                  | 122 674      | 98,24        | 50 542      | 98,50       |        |

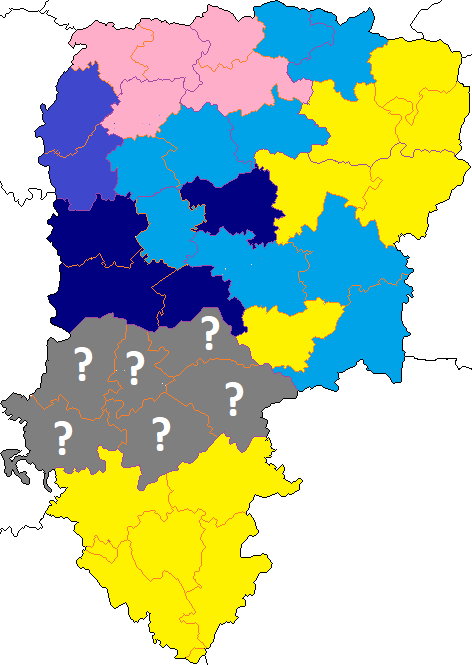
Nuance politique des candidats arrivés en tête dans chaque canton au 1er tour dans le département de l'Aisne.
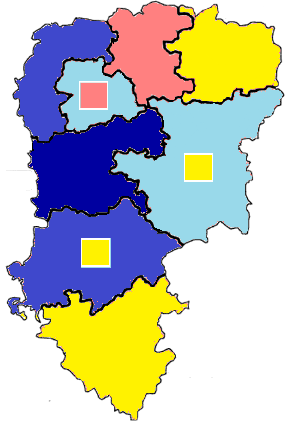
Nuance politique des candidats arrivés en tête dans chaque circonscription au 1er tour dans l'Aisne avec celle des candidats se maintenant au second tour.
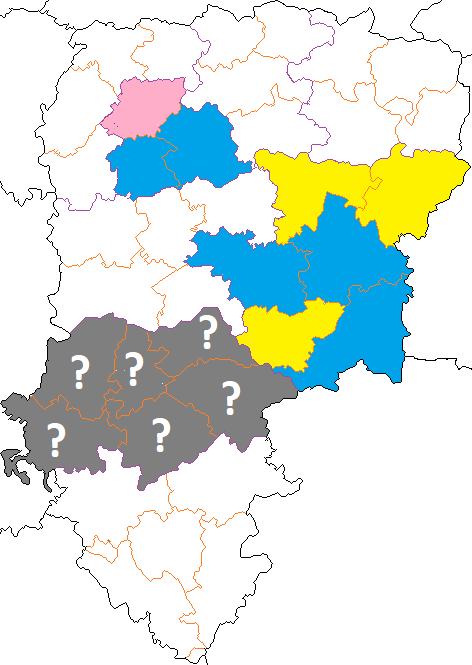
Nuance politique des candidats arrivés en tête dans chaque canton au 2e tour dans le département de l'Aisne.
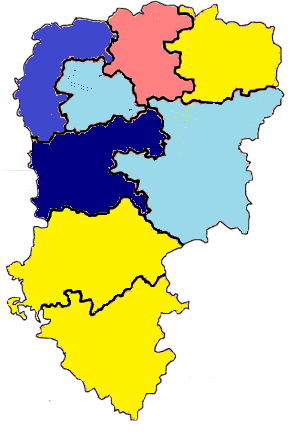
Nuance politique des députés élus dans chaque circonscription au 2e tour dans l'Aisne.

### Résultats par circonscription

#### Circonscription de Château-Thierry
- Député sortant : Louis-Émile Morlot (Radical), réélu.

|                  | Louis-Émile Morlot* | Radical        | 8 357  | 61,93  |  |  |
|                  | Jules Henriet       | Républicain    | 5 106  | 37,84  |  |  |
|                  | M. Fiotte           | Socialiste     | 31     | 0,23   |  |  |
|                  |                     |                |        |        |  |  |
| Inscrits         | Inscrits            | Inscrits       | 16 558 | 100,00 |  |  |
| Abstentions      | Abstentions         | Abstentions    | 2 857  | 17,25  |  |  |
| Votants          | Votants             | Votants        | 13 701 | 82,75  |  |  |
| Blancs et nuls   | Blancs et nuls      | Blancs et nuls | 207    | 1,51   |  |  |
| Exprimés         | Exprimés            | Exprimés       | 13 494 | 98,49  |  |  |
| * député sortant |                     |                |        |        |  |  |

#### Première circonscription de Laon
- Député sortant : Georges Ermant (Républicain), réélu.

| Candidat         | Candidat             | Parti          | Premier tour | Premier tour | Second tour | Second tour |
| Candidat         | Candidat             | Parti          | Voix         | %            | Voix        | %           |
| ---------------- | -------------------- | -------------- | ------------ | ------------ | ----------- | ----------- |
|                  | Georges Ermant*      | Républicain    | 8 194        | 45,16        | 9 361       | 50,98       |
|                  | Adrien Bellard       | Radical        | 7 858        | 43,31        | 9 002       | 49,02       |
|                  | Louis-Alfred Testard | Rep. ind.      | 2 093        | 11,53        | Retrait     | Retrait     |
|                  |                      |                |              |              |             |             |
| Inscrits         | Inscrits             | Inscrits       | 21 878       | 100,00       | 21 898      | 100,00      |
| Abstentions      | Abstentions          | Abstentions    | 3 545        | 16,20        | 3 387       | 15,47       |
| Votants          | Votants              | Votants        | 18 333       | 83,80        | 18 511      | 84,53       |
| Blancs et nuls   | Blancs et nuls       | Blancs et nuls | 188          | 1,03         | 148         | 0,80        |
| Exprimés         | Exprimés             | Exprimés       | 18 145       | 98,97        | 18 363      | 99,20       |
| * député sortant |                      |                |              |              |             |             |

#### Seconde circonscription de Laon
- Député sortant : André  Castelin (Nationaliste), réélu.

|                  | André Castelin*  | Nationaliste   | 9 405  | 54,61  |  |  |
|                  | Gustave Grégoire | Républicain    | 7 051  | 40,94  |  |  |
|                  | Albert Daulle    | Rallié         | 767    | 4,45   |  |  |
|                  |                  |                |        |        |  |  |
| Inscrits         | Inscrits         | Inscrits       | 22 273 | 100,00 |  |  |
| Abstentions      | Abstentions      | Abstentions    | 4 656  | 20,90  |  |  |
| Votants          | Votants          | Votants        | 17 617 | 79,10  |  |  |
| Blancs et nuls   | Blancs et nuls   | Blancs et nuls | 394    | 2,24   |  |  |
| Exprimés         | Exprimés         | Exprimés       | 17 223 | 97,76  |  |  |
| * député sortant |                  |                |        |        |  |  |

#### Première circonscription de Saint-Quentin
- Député sortant : François Hugues (Républicain), réélu.

| Candidat         | Candidat         | Parti          | Premier tour | Premier tour | Second tour | Second tour |
| Candidat         | Candidat         | Parti          | Voix         | %            | Voix        | %           |
| ---------------- | ---------------- | -------------- | ------------ | ------------ | ----------- | ----------- |
|                  | François Hugues* | Républicain    | 6 117        | 37,01        | 9 068       | 53,21       |
|                  | Henri Turot      | Socialiste     | 5 877        | 35,56        | 7 394       | 46,79       |
|                  | Eugène Touron    | Républicain    | 4 525        | 26,15        | Retrait     | Retrait     |
|                  |                  |                |              |              |             |             |
| Inscrits         | Inscrits         | Inscrits       | 20 258       | 100,00       | 20 231      | 100,00      |
| Abstentions      | Abstentions      | Abstentions    | 3 590        | 17,72        | 3 996       | 19,75       |
| Votants          | Votants          | Votants        | 16 668       | 82,28        | 16 235      | 80,25       |
| Blancs et nuls   | Blancs et nuls   | Blancs et nuls | 139          | 0,83         | 432         | 2,66        |
| Exprimés         | Exprimés         | Exprimés       | 16 529       | 99,17        | 15 803      | 97,34       |
| * député sortant |                  |                |              |              |             |             |

#### Seconde circonscription de Saint-Quentin
- Député sortant : Jules Desjardins (Rallié), réélu.

|                  | Jules Desjardins* | Rallié         | 8 106  | 52,53  |  |  |
|                  | M. Garbe          | Socialiste     | 6 188  | 40,10  |  |  |
|                  | Edgar Vatin       | Républicain    | 1 138  | 7,37   |  |  |
|                  |                   |                |        |        |  |  |
| Inscrits         | Inscrits          | Inscrits       | 18 714 | 100,00 |  |  |
| Abstentions      | Abstentions       | Abstentions    | 2 987  | 15,96  |  |  |
| Votants          | Votants           | Votants        | 15 727 | 84,04  |  |  |
| Blancs et nuls   | Blancs et nuls    | Blancs et nuls | 295    | 1,88   |  |  |
| Exprimés         | Exprimés          | Exprimés       | 15 432 | 98,12  |  |  |
| * député sortant |                   |                |        |        |  |  |

#### Circonscription de Soissons
- Député sortant : Roger Firino (Rallié).
- Député élu : Émile Magniaudé  (Radical-socialiste).

| Candidat         | Candidat         | Parti              | Premier tour | Premier tour | Second tour | Second tour |
| Candidat         | Candidat         | Parti              | Voix         | %            | Voix        | %           |
| ---------------- | ---------------- | ------------------ | ------------ | ------------ | ----------- | ----------- |
|                  | Roger Firino*    | Rallié             | 6 790        | 41,46        | 8 019       | 48,97       |
|                  | Émile Magniaudé  | Radical-socialiste | 6 580        | 40,18        | 8 357       | 51,03       |
|                  | Léon Chenebenoit | Républicain        | 2 924        | 17,85        | Retrait     | Retrait     |
|                  | François Collard | Socialiste         | 84           | 0,51         |             |             |
|                  |                  |                    |              |              |             |             |
| Inscrits         | Inscrits         | Inscrits           | 19 501       | 100,00       | 19 487      | 100,00      |
| Abstentions      | Abstentions      | Abstentions        | 3 007        | 15,42        | 2 919       | 14,98       |
| Votants          | Votants          | Votants            | 16 494       | 84,58        | 16 568      | 85,02       |
| Blancs et nuls   | Blancs et nuls   | Blancs et nuls     | 116          | 0,70         | 192         | 1,16        |
| Exprimés         | Exprimés         | Exprimés           | 16 378       | 99,30        | 16 376      | 98,84       |
| * député sortant |                  |                    |              |              |             |             |

#### Première circonscription de Vervins
- Député sortant : Maurice Denécheau (radical), réélu.

|                  | Maurice Denécheau* | Radical        | 7 473  | 56,01  |  |  |
|                  | Vicomte Foy        | Républicain    | 5 758  | 43,16  |  |  |
|                  | M. Brizon          | Socialiste     | 111    | 0,83   |  |  |
|                  |                    |                |        |        |  |  |
| Inscrits         | Inscrits           | Inscrits       | 16 116 | 100,00 |  |  |
| Abstentions      | Abstentions        | Abstentions    | 2 496  | 15,49  |  |  |
| Votants          | Votants            | Votants        | 13 620 | 84,51  |  |  |
| Blancs et nuls   | Blancs et nuls     | Blancs et nuls | 278    | 2,04   |  |  |
| Exprimés         | Exprimés           | Exprimés       | 13 342 | 97,96  |  |  |
| * député sortant |                    |                |        |        |  |  |

#### Seconde circonscription de Vervins
- Député sortant : Arthur Moret (Rép.).
- Député élu : Eugène Fournière (Soc. indep.).

|                  | Eugène Fournière | Socialiste indépendant | 6 112  | 50,38  |  |  |
|                  | Arthur Moret*    | Républicain            | 5 599  | 46,15  |  |  |
|                  | M. Caron         | Radical                | 420    | 3,46   |  |  |
|                  |                  |                        |        |        |  |  |
| Inscrits         | Inscrits         | Inscrits               | 15 421 | 100,00 |  |  |
| Abstentions      | Abstentions      | Abstentions            | 2 705  | 17,54  |  |  |
| Votants          | Votants          | Votants                | 12 716 | 82,46  |  |  |
| Blancs et nuls   | Blancs et nuls   | Blancs et nuls         | 585    | 4,60   |  |  |
| Exprimés         | Exprimés         | Exprimés               | 12 131 | 95,40  |  |  |
| * député sortant |                  |                        |        |        |  |  |

## Rappel des résultats départementaux des élections de 1893

### Élus en 1893
| Circ.            | Élu(e) | Élu(e)      | Élu(e)                  | Élu(e)               | Élu(e)               | Battu(e) (seconde place) | Battu(e) (seconde place) | Battu(e) (seconde place) | Battu(e) (seconde place) | Battu(e) (seconde place) |
| Circ.            | Parti  | Parti       | Nom                     | % suffrages exprimés | % suffrages exprimés | Parti                    | Parti                    | Nom                      | % suffrages exprimés     | % suffrages exprimés     |
| Circ.            | Parti  | Parti       | Nom                     | 1er tour             | 2e tour              | Parti                    | Parti                    | Nom                      | 1er tour                 | 2e tour                  |
| ---------------- | ------ | ----------- | ----------------------- | -------------------- | -------------------- | ------------------------ | ------------------------ | ------------------------ | ------------------------ | ------------------------ |
| Château-Thierry  |        | Républicain | Félix-François Deville* | 59,57 %              | -                    |                          | Rallié                   | M. Paillet               | 40,43 %                  | -                        |
| Laon-1           |        | Républicain | Philippe Cuissart       | 51,02 %              | -                    |                          | Rallié                   | Jules Pasquier*          | 48,98 %                  | -                        |
| Laon-2           |        | Boulangiste | André Castelin*         | 53,66 %              | -                    |                          | Radical                  | M. Henry                 | 46,34 %                  | -                        |
| Saint-Quentin-1  |        | Républicain | François Hugues         | 41,79 %              | 51,00 %              |                          | Socialiste               | Jules Braut              | 22,89 %                  | 49,00 %                  |
| Saint-Quentin-2  |        | Rallié      | Jules Desjardins*       | 76,73 %              | -                    |                          | Socialiste               | Modeste Dusanter         | 7,59 %                   | -                        |
| Soissons         |        | Rallié      | Roger Firino            | 45,09 %              | 51,12 %              |                          | Républicain              | Alfred Macherez*         | 38,58 %                  | 43,69 %                  |
| Vervins-1        |        | Radical     | Maurice Denécheau*      | 51,75 %              | -                    |                          | Rallié                   | M. Piette                | 30,56 %                  | -                        |
| Vervins-2        |        | Républicain | Arthur Moret            | 52,27 %              | -                    |                          | Monarchiste              | Jean Caffarelli*         | 47,73 %                  | -                        |
| * député sortant |        |             |                         |                      |                      |                          |                          |                          |                          |                          |

- Dans la circonscription de Château-Thierry, une élection partielle est organisée au cours de la législature en raison du décès de Félix-François Deville. Le conseiller général radical Louis-Émile Morlot est élu lors de ce scrutin le 23 février 1896.
- Dans la circonscription de Laon-1, une élection partielle est organisée au cours de la législature en raison du décès de Philippe Cuissart. Le conseiller général modéré Georges Ermant est élu lors de ce scrutin le 21 février 1897.